# Мулдаккуль
Мулдакку́ль (Мулда́к; баш. Мулдаҡ күл); местное название — Тозлоку́ль (баш. Тоҙлокүл — «солёное озеро») — солёное бессточное озеро в Абзелиловском районе Башкортостана. Рядом расположено селение Озёрное, гора Мулдак-тау. В 15 км к западу — Магнитогорск.

## Характеристика
Объём воды — 13,1 млн м³. Площадь поверхности — 6,2 км². Площадь водосборного бассейна — 49,6 км². Высота над уровнем моря — 406,9 м.
Мулдак расположен на водоразделе рр. Янгелька и Малый Кизил.
По пологим берегам озера растут солелюбивые редкие растения: солерос, бескильница, водяной перец, лапчатка гусиная, солерос европейский, тростник. Лес редок из-за обилия соли.
В некоторых местах по берегам и на дне имеются большие запасы соленых целебных черных грязей, используемая санаториями Башкортостана (на основе этих грязей открыт санаторий «Яктыкуль»).
Озеро карстовое, образовано в породах карбона (известняки с прослоями аргиллитов); котловина округлая, вытянута с севера на юг, симметричная; дно илистое.
Бессточное, содержит минеральные грязи (объём — 1 млн т). Питание смешанное. Вода горько-солёная, хлоридно-магниевая (12,6 г/л). Донные отложения (илы) достигают 25 см. Озеро мезотрофное. Берега пологие, сложены песком. 
Ландшафты — типчаково-ковыльные степи.

## Данные водного реестра
По данным геоинформационной системы водохозяйственного районирования территории РФ, подготовленной Федеральным агентством водных ресурсов: 
- Код водного объекта — 12010000311112200000568
- Код по гидрологической изученности 212200056
- Код бассейна — 01.05.00.001
- Номер тома по ГИ 12
- Выпуск по ГИ 2